# Seamless3d

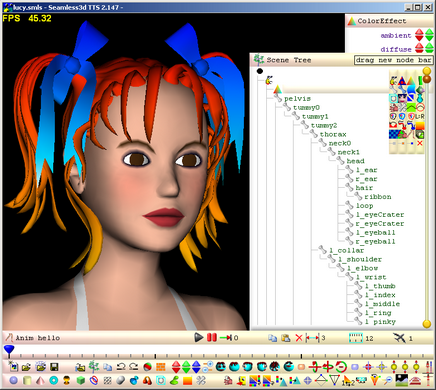
Seamless3d 2.147

Seamless3d – bezpłatne, otwarte oprogramowanie do modelowania i animacji 3D, oparte na licencji MIT. Działa na systemach z rodziny Windows i wymaga DirectX 8.1. Udostępnia takie opcje jak Morfing oraz teksturowanie powierzchni. Obsługuje skrypty.
W programie istnieje możliwość eksportu prac do formatów VRML, X3D oraz POV-Ray, a także możliwość importu z formatów VRML i X3D.